# Marko Hübenbecker
Marko Hübenbecker (Anklam, 14 giugno 1986) è un bobbista tedesco, campione mondiale nel bob a quattro a Sankt Moritz 2013.

## Biografia
Dal 2005 al 2008 Hübenbecker ha praticato l'atletica leggera a livello nazionale, dedicandosi al getto del peso, al lancio del disco e a quello del giavellotto. 
Compete nel bob dal 2008 come frenatore per la nazionale tedesca. Debuttò in Coppa Europa a dicembre del 2010 e si distinse nellecategorie giovanili vincendo tre medaglie ai mondiali juniores, di cui un oro (con Francesco Friedrich nel bob a due a Park City 2011), un argento e un bronzo con Benjamin Schmid (quest'ultimo nel bob a quattro).
Esordì in coppa del mondo nella stagione 2011/12, il 7 gennaio 2012 ad Altenberg ottenendo anche il suo primo podio (2º nel bob a due) e conquistando il giorno successivo la sua prima vittoria nella specialità a quattro, in entrambe le gare con Manuel Machata alla guida delle slitte.
Ha partecipato alle olimpiadi di Soči 2014, classificandosi al quarto posto nel bob a quattro pilotato da Maximilian Arndt.
Prese inoltre parte a cinque edizioni dei campionati mondiali, vincendo la medaglia d'oro nel bob a quattro a St. Moritz 2013, più un argento e un bronzo. Si è altresì laureato campione europeo a quattro a Igls 2013 e ad Altenberg 2012 dove ha ottenuto anche il secondo posto nel bob a due.
Ha inoltre vinto tre titoli nazionali. uno nel bob a due e due nel bob a quattro.

## Palmarès

### Mondiali
- 3 medaglie:
  - 1 oro (bob a quattro a Sankt Moritz 2013);
  - 1 argento (bob a quattro a Winterberg 2015;
  - 1 bronzo (bob a quattro a Lake Placid 2012).

### Europei
- 4 medaglie:
  - 2 ori (bob a quattro ad Altenberg 2012; bob a quattro a Igls 2013);
  - 2 argenti (bob a due ad Altenberg 2012; bob a quattro a La Plagne 2015).

### Mondiali juniores
- 3 medaglie:
  - 1 oro (bob a due a Park City 2011);
  - 1 argento (bob a due a Igls 2012);
  - 1 bronzo (bob a quattro a Igls 2012).

### Coppa del Mondo
- 24 podi (4 nel bob a due e 20 nel bob a quattro):
  - 10 vittorie (1 nel bob a due e 9 nel bob a quattro);
  - 9 secondi posti (2 nel bob a due e 7 nel bob a quattro);
  - 5 terzi posti (1 nel bob a due e 4 nel bob a quattro).

#### Coppa del Mondo - vittorie
| Data             | Luogo                | Paese    | Disciplina                                                                |
| ---------------- | -------------------- | -------- | ------------------------------------------------------------------------- |
| 7 gennaio 2012   | Altenberg            | Germania | a quattro con Maximilian Arndt (pilota), Alexander Rödiger e Martin Putze |
| 21 gennaio 2012  | Sankt Moritz         | Svizzera | a due con Maximilian Arndt (pilota)                                       |
| 12 febbraio 2012 | Calgary              | Svizzera | a quattro con Manuel Machata (pilota), Andreas Bredau e Christian Poser   |
| 6 gennaio 2013   | Altenberg            | Germania | a quattro con Maximilian Arndt (pilota), Alexander Rödiger e Martin Putze |
| 20 gennaio 2013  | Igls                 | Austria  | a quattro con Maximilian Arndt (pilota), Alexander Rödiger e Martin Putze |
| 4 gennaio 2014   | Winterberg           | Germania | a quattro con Maximilian Arndt (pilota), Alexander Rödiger e Martin Putze |
| 5 gennaio 2014   | Winterberg           | Germania | a quattro con Maximilian Arndt (pilota), Alexander Rödiger e Martin Putze |
| 11 gennaio 2015  | Altenberg            | Germania | a quattro con Nico Walther (pilota), Andreas Bredau e Christian Poser     |
| 13 dicembre 2015 | Schönau am Königssee | Germania | a quattro con Nico Walther (pilota), Gregor Bermbach ed Eric Franke       |
| 17 gennaio 2016  | Altenberg            | Germania | a quattro con Nico Walther (pilota), Christian Poser ed Eric Franke       |

### Campionati tedeschi
- 6 medaglie:
  - 3 ori (bob a due a Winterberg 2015[1]; bob a quattro ad Altenberg 2016[2]; bob a quattro a Schönau am Königssee 2018[3]);
  - 2 argenti (bob a quattro a Winterberg 2015[1]; bob a quattro a Schönau am Königssee 2017[4]).
  - 1 bronzo (bob a due a Schönau am Königssee 2012).

### Circuiti minori

#### Coppa Europa
- 16 podi (9 nel bob a due, 7 nel bob a quattro):
  - 3 vittorie (2 nel bob a due, 1 nel bob a quattro);
  - 8 secondi posti (6 nel bob a due, 2 nel bob a quattro);
  - 5 terzi posti (1 nel bob a due, 4 nel bob a quattro).

#### Coppa Nordamericana
- 2 podi (entrambi nel bob a due):
  - 1 vittoria;
  - 1 secondo posto.